# Faustino Rupérez
Faustino Rupérez Rincón (Piquera de San Esteban, Soria; 29 de julio de 1956) es un ciclista español retirado, profesional entre los años 1979 y 1985.
Como amateur, logró una veintena de triunfos, incluyendo entre ellos el Campeonato de España. En esa fase de su carrera ya dio muestras de ser un corredor completo, capaz de hacer un buen papel en pruebas de un día, así como en pruebas por etapas. Incluso en la más importante para corredores de su condición, como lo muestra su 6.º puesto en la clasificación general del Tour del Porvenir de 1978 (acumulando nada menos que 6 Top-Ten en las doce etapas de que constaba la prueba). 
En su primer año como profesional, Faustino Rupérez fue cuarto en la Vuelta a España, solamente superado por Zoetemelk, Galdós y Pollentier y por delante de Pedro Torres, Van Impe, Seznec, Alban o Alberto Fernández, entre otros. También fue vencedor en el Campeonato de España, a pesar de terminar segundo, al dar positivo el ganador, Isidro Juárez, en un control antidopaje.
Su mayor éxito fue la victoria final conseguida en la Vuelta a España 1980, en un momento en el que el ciclismo español era frecuentemente desmerecido por los ciclistas extranjeros. En parte debido a que en las tres últimas ediciones vencieron ciclistas de otros países, mientras que los españoles sólo habían conseguido tres plazas de podio de nueve posibles. En la Vuelta a España de 1980, Rupérez superó a veteranos del pelotón nacional como Pedro Torres (2.º) y Galdós (8.º), y del pelotón internacional, como De Muynck (7.º) y Thevenet (14.º). Pero, sobre todo, se impuso a un elenco de jóvenes llamados a tener un papel muy destacado en la nueva generación en ciernes del ciclismo mundial, caso de Claude Criquielion (3.º), Sean Kelly (4.º), Marino Lejarreta (5.º) o Roberto Visentini (15.º). 
En el año 1981 Rupérez tuvo dos accidentes, ambos en competición, que lastraron su rendimiento. Sobre todo en la Vuelta a España, ya que llegó muy corto de preparación. Pero el más grave se produjo en el Giro de Italia, ya que le obligó a abandonar la competición. Las crónicas de la época cuentan que se temió por su vida. Aunque, tras una buena recuperación, logró acumular varios triunfos en el tramo final de la temporada, siendo el más importante la clasificación general de la Volta a Cataluña, superando a Serge Demierre, Marino Lejarreta, Johan Van der Velde y Vicente Belda. Si nos fijamos en las etapas, Rupérez logró 6 Top-ten en 8 días de competición, haciendo gala de su gran regularidad.
A lo largo de su carrera siguió logrando buenos puestos en las clasificaciones generales de las grandes rondas por etapas. En total, fueron 7 Top-ten en 7 años como profesional, destacando el 4.º puesto en la Vuelta a España de 1982 o el 7.º puesto del Giro de Italia de 1983 (en cuya edición sólo cuatro ciclistas invirtieron menos tiempo que Rupérez en el recorrido, pero las exageradas bonificaciones de la época -que llegaban a ser de medio minuto para el vencedor de cada etapa- le impidieron acceder a ese 5.º puesto). En realidad, alcanzó un puesto entre los diez primeros en todas las clasificaciones generales de las grandes rondas por etapas que disputó y terminó en las seis temporadas que van desde 1978 a 1983, con la única excepción del Giro de Italia de 1980, en que fue 11.º por tres segundos, mientras que, para hacernos una idea, el 12.º clasificado, el francés Bernaudeau, quedó a casi siete minutos de Rupérez. Mientras que, dentro de esas estadísticas, en las temporadas 1982 y 1983 alcanzó un "doble Top-ten" (clasificado entre los diez primeros de la general de la Vuelta a España y del Giro de Italia en el mismo ejercicio). 
El soriano también fue un buen corredor de las Vueltas de una semana integradas en el calendario internacional, acumulando, aparte de la victoria en la Volta de 1981, varios pódiums, como un segundo puesto en la clasificación general de la Volta (1983); dos segundos puestos de la general de la Semana Catalana (1979 y 1983) y otro en la general de la Vuelta al País Vasco (1984). 
En cuanto a las pruebas de un día, fue seleccionado para participar en todos los Campeonatos del Mundo mientras fue profesional, alcanzando como mejor resultado la cuarta plaza en 1983. En esa ocasión fue el gran animador de la prueba junto al estadounidense Greg Lemond (1.º), pero perdió la medalla de bronce por apenas media rueda frente a Stephen Roche, en el sprint final de un grupo selecto en el que también figuraban Van der Poel (2.º) y Criquielion (5.º). En esa época los equipos españoles apenas frecuentaban las clásicas del calendario internacional. Pero, en sus escasas apariciones, Rupérez también tuvo actuaciones destacadas en las clásicas de otoño italianas, tanto en el Giro de Lombardía, como en el Giro del Piemonte. Cuando Rupérez logró el trinufo en la edición de 1982 del Giro del Piemonte, terminó con una larga sequía para nuestro ciclismo, ya que se convirtió en el primer español en lograr una victoria en una clásica desde 1964. 
A lo largo de esos años, Rupérez fue el alma del equipo ZOR, en cuyas filas desarrolló toda su trayectoria como corredor profesional. Existe cierto consenso en que el año 1983 fue el del despegue definitivo del ciclismo español. Año recordado por el magnífico Tour de Francia que hicieron Arroyo (2.º) y Delgado (15.º), entonces en el seno del equipo Reynolds. Pero no podemos olvidar que también contribuyeron a ganar esa nueva imagen en el pelotón internacional los éxitos colectivos del equipo ZOR, que, con la contribución de Rupérez, esa misma temporada fue capaz de vencer en la clasificación general por equipos tanto de la Vuelta a España que venció Hinault, como del Giro de Italia que coronó a Saronni.
El triunfo de Rupérez en la Vuelta de 1980, así como su buen rendimiento en otras pruebas del calendario internacional, lo convierten por derecho propio en uno de los principales representantes de la nueva ola del ciclismo español que irrumpió con fuerza a principios de los 80s, junto con Marino Lejarreta, Alberto Fernández o Ángel Arroyo, sin olvidar a los Vicente Belda, Eduardo Chozas o Pedro Muñoz. De hecho, Rupérez fue la avanzadilla de este grupo de corredores a los que, a partir de 1983, se incorporaron los primeros éxitos de Pedro Delgado (profesional desde el año anterior) y, a partir de 1985 -la última temporada en activo del propio Rupérez- y años sucesivos, los de Miguel Induráin. 
Como balance de su carrera profesional, puede decirse que Rupérez no era un claro especialista en nada, pero se defendía bien en todos los terrenos. Es difícil referirse a él como un escalador puro, pero lo cierto es que Rupérez tenía buenas actuaciones en las etapas de media y alta montaña, en las que acostumbraba a entrar con los mejores. Un ejemplo de ello lo tenemos en el Giro de Italia de 1982, que contaba con tres llegadas en puertos de primera categoría y otras dos etapas de alta montaña, en las que se debían superar varias cumbres de primera categoría a lo largo de su recorrido. Pues bien, Rupérez las completó con un tercer puesto, dos sextos puestos, y dos séptimos puestos. Hinault ganó dos de esas etapas y finalmente ganó la clasificación general del Giro. Pero, si sumamos los tiempos de esas cinco etapas, apenas le sacó un minuto y medio a Rupérez (bonificaciones al margen), mientras que el soriano, junto a Vicente Belda (enrolado en el Kelme) le dio relevos a Hinault en una de esas etapas decisivas (la decimoséptima, de 232 km, que terminaba en Boario Terme) cuando el francés estaba literalmente contra las cuerdas. Las imágenes de la época mostraron a Hinualt llegando a meta, agotado, a duras penas aguantando la rueda de Belda y Rupérez, pero eso a la postre fue decisivo para que el "tiburón" galo pudiera hacerse con la clasificación general del Giro. Al final, Rupérez sólo pudo ser 10.º en dicha clasificación general, puesto que no se corresponde con sus buenas actuaciones, pero eso se debió en gran medida a una inoportuna caída en la sexta etapa, que le hizo perder más de 5 minutos, con la particularidad que fue el único de los jefes de filas que resultó afectado por ese incidente. Descontando esos minutos, Rupérez hubiera concluido ese Giro en la 6.ª plaza, por delante de Saronni, Beccia o Moser. 
Si la mayor virtud de Rupérez era la regularidad, su mayor defecto era su escasa eficacia en el sprint, cosa que le privó de algunos éxitos a lo largo de su carrera. En cambio, fue un buen rodador, siendo temido por sus largas escapadas en solitario, forjadas cuando la carretera picaba hacia arriba, aprovechando tanto las ascensiones como los descensos de los puertos de montaña que pudieran jalonar el recorrido. Estos ataques fueron el origen de la inmensa mayoría de sus victorias. Mientras que en las etapas contrarreloj, pese a no alcanzar las prestaciones de los mejores ciclistas del momento, se defendía razonablemente bien, como lo demuestran varios Top-Ten en sendas etapas contra el crono de la Vuelta a España (su mejor puesto en esta disciplina fue un 5.º, en la de 1983) aunque también hizo gala de aceptables prestaciones en las etapas contrarreloj de los Giros de Italia, que siempre contaban con un elenco de buenos especialistas del pelotón internacional (su mejor puesto en una etapa de este tipo fue el 10.º, ex aequo con el especialista alemán Gregor Braun, en la edición de 1983, pero también logró varios Top-20) así como en la Volta a Cataluña o en la Vuelta al País Vasco (bastantes Top-ten entre ambas pruebas, con un 3.º como mejor puesto, en la edición de 1983 de la Volta, tan solo por detrás del mejor especialista español de la época, Julián Gorospe, y del suizo Thalman). 
A lo largo de su carrera, tras su prometedora temporada como neo-profesional (1979) Rupérez ejerció de líder de su equipo en las temporadas 1980, 1981 y 1982, en las que se concentran sus triunfos más relevantes. Pero, a partir de 1983, con el fichaje de Alberto Fernández por el ZOR, pasó a ejercer como su lugarteniente. Expresión que define mejor que la de gregario su desempeño en carrera. Esta circunstancia se repitió en la temporada de 1984. Una de las anécdotas más relevantes de esta relación se dio en la Semana Catalana de 1983, ya que el último día de competición, cuando Rupérez ya la tenía virtualmente ganada, en el trayecto que iba del descenso del último puerto de montaña hasta la meta, el soriano levantó el pie del pedal para que de ese modo Alberto Fernández, que venía luciendo el maillot de líder, pero bastante rezagado y muy justo de fuerzas, pudiera recortar distancias, mantener ese liderato in extremis, y de ese modo hacerse con el triunfo final. 
Debido a diversos problemas físicos, al terminar la temporada de 1985, que fue la única realmente floja en resultados, Rupérez decidió colgar la bicicleta. Quizá prematuramente. Porque la suya fue una carrera profesional más bien corta, si la comparamos con la de otros ciclistas de la época (y con más razón si lo comparamos con las carreras de los ciclistas de nuestros días). A pesar de lo cual, Rupérez acumuló un total de 33 victorias como profesional (incluyendo 30 en la modalidad de fondo en carretera; una en pista y otras dos en la modalidad de ciclo-cross). Todo ello sin contar con varios triunfos menores, entre los que hay que resaltar diversos premios conseguidos en vueltas de una semana, como los de la montaña (Semana Catalana de 79, Vuelta a Asturias de 84, Vuelta a los Tres Cantos de 85), o de la regularidad (Vuelta a Asturias de 83), e incluso el de los sprints especiales (Vuelta a La Rioja de 84... acumulados, no al sprint, sino gracias a dos de esas largas escapadas que tanto le caracterizaban -y que también le valieron un triunfo de etapa en esa edición de la citada competición-). 
Tras abandonar el ciclismo profesional, fue el director técnico del grupo deportivo KAS, formación ciclista donde Sean Kelly ganó la Vuelta a España 1988 a sus órdenes. Como curiosidad, Faustino Rupérez es la única persona que ha ganado la Vuelta a España como corredor y como director. Tras la desaparición del equipo KAS, Rupérez fue también director del equipo Puertas Mavisa. 
En 1994 entró en la Federación Española de Deportes para Ciegos, donde es director técnico de ciclismo en tándem, habiendo acudido en dicho puesto a los Atlanta, Sídney y Atenas.

## Palmarés
| 1977 (Elite Sub-23) - Campeonato de España en ruta - Cinturón a Mallorca, más 2 etapas - Vuelta a Córdoba - 1 etapa de la Vuelta a Segovia 1978 (Elite Sub-23) - Campeonato de España contrarreloj por equipos, con Chozas y Herranz - 1 etapa de la Vuelta a Lérida (contrarreloj por equipos) 1979 - Clásica de Ordizia - 1 etapa de la Vuelta a Aragón - 1 etapa de la Challenge Costa de Azahar - Campeonato de España en ruta 1980 - Vuelta a España, más 2 etapas - Vuelta a Asturias, más 2 etapas (una de ellas, contrarreloj por equipos) 1981 - Vuelta a Burgos, más 1 etapa - Volta a Cataluña - 1 etapa de la Vuelta a Cantabria - G.P. San Froilán - Seis días de Madrid (con Donald Allan) | 1982 - Clásica de Ordizia - 1 etapa contrarreloj por equipos de la Vuelta a las Tres Provincias - 1 etapa de la Vuelta a Burgos - 1 etapa de la Vuelta a Asturias - Giro del Piamonte - G. P. Pascuas 1983 - 1 etapa de la Vuelta a Asturias - G.P. Náquera 1984 - Vuelta a Asturias - 1 etapa de la Vuelta a La Rioja - Torrejón-Dyc 1985 - 1 etapa de la Challenge Castilla y León - 1 etapa contrarreloj por equipos de la Vuelta a Murcia |

## Resultados en las grandes vueltas
| Carrera         | 1979  | 1980  | 1981  | 1982   | 1983   | 1984 | 1985 |
| --------------- | ----- | ----- | ----- | ------ | ------ | ---- | ---- |
| Giro de Italia  | -     | 11.º  | Ab.   | '10.º' | '7.º'  | 13.º | -    |
| Tour de Francia | -     | -     | -     | -      | -      | -    | 39.º |
| Vuelta a España | '4.º' | '1.º' | '8.º' | '4.º'  | '10.º' | 21.º | 19.º |
| Mundial en Ruta | 42.º  | -     | 58.º  | 14.º   | '4.º'  | -    | -    |

-: no participa

Ab.: abandono

## Equipos
- Moliner-Vereco (1979)
- Zor-Vereco (1980)
- Zor-Helios (1981-1982)
- Zor Gemeaz Cusin-Rossin (1983)
- Zor-Gemeaz (1984-1985)

- Datos: Q937021